# Orthopristis
Orthopristis – rodzaj morskich ryb z rodziny luszczowatych.

## Klasyfikacja
Gatunki zaliczane do tego rodzaju:
- Orthopristis cantharinus
- Orthopristis chalceus
- Orthopristis chrysoptera – korokara meksykańska[potrzebny przypis]
- Orthopristis forbesi
- Orthopristis lethopristis
- Orthopristis reddingi
- Orthopristis ruber